# اولکساندر شووکوفسکی
اولکساندر وولودیمیروویچ شووکوفسکی (اوکراینی: Олександр Володимирович Шовковський انگلیسی: Oleksandr Volodymyrovych Shovkovskiy؛ زادهٔ ۲ ژانویهٔ ۱۹۷۵) یک بازیکن فوتبال اهل اوکراین است.
وی همچنین در تیم ملی فوتبال اوکراین بازی کرده‌است.